# Urtlmühle
Urtlmühle ist ein Gemeindeteil des Marktes Isen im oberbayerischen Landkreis Erding. 

## Lage
Der Weiler Urtlmühle liegt an der Isen beim südwestlichen Ortsende von Isen etwa 1,4 Kilometer südwestlich des Isener Marktplatzes in der Gemarkung Westach.

## Bevölkerungsentwicklung
Um 1871 gab es in Urtlmühle zwölf Einwohner. Im Mai 1987 lebten dort 18 Einwohner in vier Wohngebäuden.
| Jahr      | 1871 | 1925 | 1950 | 1970 | 1987 |
| Einwohner | 12   | 7    | 23   | 15   | 18   |